# サトシのポケモン (ジョウト編)
サトシのポケモン (ジョウト編)では、任天堂のゲームソフト『ポケットモンスター』シリーズを原作とするアニメ『ポケットモンスター』シリーズに登場するサトシのポケットモンスター（ポケモン）のうち、ジョウト編（金銀編）から登場したものについて記述する。

## 凡例
記載されている略号
- 1.『ポケットモンスター（無印）』 - 《PM》（無印、平成無印、1997年版、第1シリーズ、平成版）[1]：カントー地方編 - 《KT》、オレンジ諸島編 - 《OS》、ジョウト地方編 - 《JT》
- 2.『ポケットモンスター アドバンスジェネレーション』 - 《AG》：ホウエン地方編 - 《HT》、バトルフロンティア編 - 《BF》
- 3.『ポケットモンスター ダイヤモンド&パール』 - 《DP》
- 4.『ポケットモンスター ベストウイッシュ』 - 《BW》
  - シーズン1『ポケットモンスター ベストウイッシュ』 - 《BW》
  - シーズン2『ポケットモンスター ベストウイッシュ シーズン2』 - 《BW2》：エピソードN - 《BW2N》、デコロラアドベンチャー - 《DA》
- 5.『ポケットモンスター XY』 - 《XY》
  - シーズン1『ポケットモンスター XY』 - 《XY》
  - シーズン2『ポケットモンスター XY&Z』 - 《XY&Z》
- 6.『ポケットモンスター サン&ムーン』 - 《SM》
- 7.『ポケットモンスター（新無印）』 - 《PM2》（新無印、令和無印第1作、2019年版、第7シリーズ）
  - シーズン1『ポケットモンスター』 - 《PM2》
  - シーズン2『ポケットモンスター めざせポケモンマスター』 - 《MPM》
- 8.『ポケットモンスター（リコとロイ編）』 - 《LR》（リコとロイ編、令和無印第2作、2023年版、第8シリーズ）
  - シーズン1『ポケットモンスター リコとロイの旅立ち』 - 《LR1》
  - シーズン2『ポケットモンスター テラパゴスのかがやき』 - 《LR2》
  - シーズン3『ポケットモンスター テラスタルデビュー』 - 《LR3》
- 『ポケットモンスター サイドストーリー』 - 《SS》
- 『ポケットモンスター（劇場版）』 - 《MV》
- 『ポケットモンスター（OVA）』 - 《OA》（機内上映向け作品を含む場合がある）

## 構成
前編と同じく、御三家と言われる3体をゲットし、一時的にベイリーフやヨルノゾクが大会でオーキド博士のところに送られた以外は同シリーズ終了まで手持ちとして扱っていた。また、前編の御三家である3体は各々の理由で手持ちから離脱している。

## ポケモン一覧
※全てジョウト地方でゲットされたポケモン。戦績の対象は、ジム戦やポケモンリーグといった公式戦のみ。
| ジム戦     | キキョウ | ヒワダ | コガネ | エンジュ | タンバ | アサギ | チョウジ | フスベ |
| ---------- | -------- | ------ | ------ | -------- | ------ | ------ | -------- | ------ |
| ヘラクロス |          |        |        |          |        |        |          |        |
| ベイリーフ | ○        | ○      |        |          | ○      |        |          |        |
| マグマラシ |          | ○      | ○      | ○        |        | ○      | ○        |        |
| ワニノコ   |          |        | ○      |          |        |        |          |        |
| ヨルノズク |          |        |        | ○        |        |        |          |        |
| ドンファン |          |        |        |          |        |        |          |        |

### ヘラクロス
ヘラクロス
- 声 - 小西克幸
- 性別：♂
- 戦績：2勝3敗
- 登場時期：JT・AG・DP・BW2・PM2・MPM・SS

121話から登場。ジョウト地方で最初にゲットしたポケモン。元々はヘラクロスの生息地にいた群れのうちの1体。
非常にマイペースで食い意地の張った性格。木の蜜が大好物であり、オーキド博士に曰く「エネルギーを蓄えている」とのこと。フシギダネの蜜も例外ではなく、蜜を吸う度に嫌がられて「つるのムチ」で叩かれているシーンが定番になっている。
ロケット団のメカにカイロスの縄張りを荒らされたことが原因となり、勃発した縄張り争いが解決した後、自分からサトシについてきてゲットされる。虫ポケモンであるが、カントー編初期に別れたバタフリーと同様にカスミに嫌がられていない。バトルパレス戦ではウコンのフシギバナの蜜を吸おうとしたこともあった。
148話でケンタロスとの入れ替わりでオーキド研究所に預けられた。手持ちにいた期間がオニゴーリに次ぐ短さながら、ジョウトリーグ以降何度か助っ人として呼ばれ、その都度活躍している。
「メガホーン」や「はかいこうせん」等の強力な力業の他、苦手なブーバーの炎を翅の羽ばたきで吹き消す、シンオウリーグではコロトックの「うたう」、ダークライの「ダークホール」に「ねごと」で対抗するといった戦法も披露。
DPオープニングの「サイコー・エブリデイ!」の映像では未登場。
PM2の68話ではサトシとの再会に喜んだ。114話ではブイゼル、ルチャブルとともにルカリオの特訓を行っていた。
現在の使用技は「つのでつく」、「メガホーン」、「ねごと」、「きあいパンチ」、「はかいこうせん」。以前は、「みだれづき」、「たいあたり」、「にらみつける」、「とっしん」も使用。

### ベイリーフ
チコリータ→ベイリーフ
- 声 - かないみか
- 性別：♀
- 戦績：4勝4敗
- 登場時期：JT・HT・DP・BW2・PM2・MPM・SS・OA・MV

128話から登場。サトシ初の♀ポケモン。元々はとある雪山の近くに生息していた個体。
野原でうたた寝をしていたところをサトシが発見し、ゲットするためバトルを挑む。初戦のフシギダネ相手には、フシギダネやサトシの油断もあって鮮やかに勝利。
続いてサトシが繰り出したのはヒトカゲの最終進化型、リザードン。力の差は歴然ながらも動ぜず戦い、なんとダブルノックアウトで引き分けという大番狂わせを起こした鉄火娘。
倒れたチコリータが大きなダメージを負っていためポケモンセンターへ連れて行くことにするのだが、その際抱き抱えたサトシに抵抗して噛みつく程に当初は敵視していた。
小さな体に見合わず負けん気が強く、どんな大きなポケモンにも向かっていくためよく怪我をしていたという。しかしその回でロケット団に攫われた時に雪山で助け出されてからはサトシの優しさに惚れ込み、自らサトシについて行く。
以降はモンスターボールから出された際に戦況などお構いなしに甘えるなど、サトシへの恋心が強くなる。そのためか、サトシと特別仲が良いピカチュウに強いライバル意識を持っていた。
138話ではサトシにとって自分よりピカチュウの方が大事だと思い込み家出したこともある（その際、寝ぐらに選んだ廃工場で、住み着いていた野生のオコリザルを撃退し、その手下のサワムラーやエビワラーらを屈服させるというお転婆っぷりを見せている）。
サトシはチコリータの熱いアプローチに当初は困惑していたが、中盤になると少し喜ぶなど満更ではないような面も見せる。ジム戦ではキキョウジムではあまり活躍できずホーホーに敗退するが、ヒワダジムでイトマルを倒す活躍をした。
201話でロケット団に襲われた際、アーボックとウツボットに集中攻撃されるサトシを助けたい思いからベイリーフに進化。サトシがゲットした草タイプで進化したポケモンはチコリータが初である。サトシへの強い思いでパワーアップしたその力でロケット団を撃退したものの、自分の体が急に大きくなったことで力を制御できず、サトシたちと馴染むことができなくなるも、やがて克服。サトシへの愛情表現は進化前のすりすりから「のしかかり」に変わった。進化後はパワーも格段に上がり、格闘タイプのタンバジムでも2体抜きする活躍をするなどジョウト編でのエースの一角となる。230話でポケモンライド(手綱でポケモンに引かせて滑るボードレース)に参加し、シゲルのウインディと激走を繰り広げ、僅差で勝利しサトシを優勝へ導いた。うずまきカップ参加時にキングラーと交代で一時的にオーキド研究所に預けられた際には、サトシと離れ離れになったショックから研究所で大暴れしてオーキド博士を困らせている。その試合後サトシがオーキド博士に勝利報告をした時に、モニター越しにサトシへ泣きついて哀願し、無事サトシのもとに帰還することとなった。ジョウトリーグでは、シゲル戦ではカメックスに敗れたが、ハヅキ戦ではヘルガーを倒した。ジョウトリーグの決勝トーナメントに2試合とも選出されており、これはベイリーフを除けばリザードンとカビゴンだけである。
サイドストーリーではポケモンに餌を与えるケンジの手伝いをしていた。
サトシがホウエン地方に旅立つ際、新天地に向かう覚悟から、ピカチュウ以外の他のポケモンたちと一緒に研究所に預けられる。しかし無印最終回でのロケット団とのバトルや、AG3話で落とし穴に落ちたハルカ達を助けようとしてベイリーフを出そうとするほど、サトシにとっても欠かせない存在となっていた様子が見られる。その後もサトシに対する愛情は変わらず、ホウエンリーグ後にマサラタウンに帰ってきた時には、サトシとの再会を大喜びしている。また、再会に喜んで暴走するケンタロスの群れに巻き込まれたサトシを「つるのムチ」で救出した。DP182話でサトシがシンオウリーグエントリー後に研究所のポケモンを順に送ってもらった際は、サトシに会いたくて本来転送されるはずのヘラクロスの順番を割り込んだ。
PM2の39話ではシジマの回想で登場した。68話ではサトシとの再会に喜んだ。また、二度目の再会の際には他のポケモンたちよりもサトシに駆け込んできた。
現在の使用技は「つるのムチ」、「はっぱカッター」、「のしかかり」、「ずつき」。進化前は「たいあたり」や「あまいかおり」も使用。

### マグマラシ
ヒノアラシ→マグマラシ
- 声 - うえだゆうじ
- 戦績：6勝5敗1分
- 登場時期：JT・HT・DP・BW2・PM2・SS・OA・MV

143話から登場。元々は山岳地帯に生息していた個体。
不良トレーナー・ユウジ（声 - 陶山章央）に狙われていた折、サトシたちと出くわす。その後は激しい争奪戦の末、ロケット団のロボットから守る形でサトシにゲットされる。以降、リザードンの後釜として重宝される。
常にボーッとした呑気な性格だが、身のこなしが非常に軽い。ただし、当初は背中にある斑点模様から炎（サトシ曰く「やる気の炎」）をなかなか出せず、炎技を使うまで時間を要するという弱点があった。
154話にて、ミキ（声 - 榎本温子）のエアームドとの2度にわたるバトル、サトシとの厳しい特訓を経て著しく実力を上げ、弱点を見事克服する。ヒワダジムで公式戦デビューして以降、ジョウト編における主力として扱われ、ピカチュウ以上の戦績を収めている。
DP182話でサトシがシンオウリーグエントリー後に研究所のポケモンを順に送ってもらった際に呼び戻され、襲撃してきたロケット団の巨大メカとの戦闘になる。その防御力に苦戦し捕まりそうになるが、その瞬間にマグマラシへと進化。メインキャラクターにゲットされた御三家の中で最も遅く進化したポケモンはサトシのヒノアラシである。また、サトシのポケモンでシリーズを跨いで進化したのは、交換によりヒカリの手持ちに移ったエイパムを除いてヒノアラシとゴマゾウのみである。進化後に習得した「ふんか」で巨大メカを破壊した。
リーグ初戦のナオシ戦に早速投入され、アーマルドとバトルを展開し、引き分けた。進化してからは真面目な性格でキリリと締まった表情になり、それまでの呑気でぼんやりした雰囲気は見せていない。
PM2の68話ではサトシと再会する前にゴウカザルとバトルしていた。
現在の使用技は「かえんほうしゃ」、「かえんぐるま」、「ふんか」、「つばめがえし」。進化前は「えんまく」、「スピードスター」、「でんこうせっか」、「たいあたり」も使用。

### ワニノコ
ワニノコ
- 声 - 西村ちなみ
- 性別：♂
- 戦績：1勝4敗
- 登場時期：JT・HT・DP・BW2・PM2・PMMP・SS・OA・MV

153話から登場。元々はとある河原に生息していた個体。
サトシとカスミが同時に捕まえようとしたが、草むらに隠れていたワニノコに対して同じルアーボールを投げた為、どちらがゲットしたのか分からなくなってしまう。所有権をめぐって3対3のバトルをした結果、2勝1敗で勝利したサトシのポケモンとなった。
ボールから出た時や嬉しいことがあるとすぐに踊りだすなど、陽気な性格で、金銀編でのサトシのポケモンたちのムードメーカー的存在である。好奇心旺盛であり、バトルでは目いっぱい張り切る。小柄ゆえ技のパワー不足や体力の低さが影響し、ジム戦では殆ど活躍しなかったが、ウズマキカップでキングドラ、ジョウトリーグでハヅキのニューラを倒す活躍をした。また♀ポケモンにほれやすいところがある。
DP182話でサトシがシンオウリーグエントリー後に研究所のポケモンを順に送ってもらった際に呼び戻されている。その際にナエトルやフカマルと同じ「かみつく」で再会を喜んだ。
PM2の68話ではサトシとの再会に喜んだ。
『めざせポケモンマスター』第2話では久々に手持ちに加わっている。
使用技は「みずでっぽう」、「かみつく」、「こわいかお」、「ずつき」、「たいあたり」、「ひっかく」、「きりさく」。

### ヨルノズク
ヨルノズク
- 声 - うえだゆうじ
- 戦績：3勝2敗
- 登場時期：JT・HT・DP・BW2・PM2・SS・MV

156話から登場。劇中でも数少ない色違いにして、サトシ唯一の個体。元々はとある森に生息していた個体。
通常のヨルノズクよりも小柄だが、非常に頭が良い。サトシや鳥ポケモンマニアのトリガイ（声 - 西村朋紘）がゲットしようとして失敗するが、ロケット団から自分を助けようとしたサトシを見て、バトルに応じゲットされる。
その後は「みやぶる」が使えたためゴーストポケモン対策としてエンジュジムに参戦しバトル中「ねんりき」を覚えゴーストとゲンガーを倒す活躍を見せる。
その飛行能力を活かして、偵察や探索といった役割でバトル以外の場面でもサトシの旅を助けた。
ゲームと同様、モンスターボールから出される度にキラキラと輝くエフェクトが使用される。また、「ねんりき」を発動する時には眉毛が青白く光る。
サトシがホウエン地方へ旅立つ時にオーキド研究所に預けられる。AG3話でサトシはハルカのアチャモがロケット団に連れ去られた際に「ヨルノズクがいれば空から探せるのになぁ」と嘆いている。
サイドストーリーではヤマトとコサブロウが化けた着ぐるみのニドクインとゴローニャ、布で隠していたヘリコプターを見破っている。
DP182話でシンオウリーグエントリー後に、研究所のポケモンを順に送ってもらった際に呼び戻されている。3回戦のコウヘイ戦で1番手として久々に公式戦に登場し、ベロベルトを得意の空中戦で倒したものの、ヨノワールの「トリックルーム」によるかく乱で敗北。
PM2の114話にて研究所の他のポケモンたち（68話にて再登場しなかったポケモンたちも含め）とともにサトシを出迎えた。
前述の色違いに加え、数多くのエスパー技を覚えるなど、歴代の鳥ポケモンの中でも異彩を放っている。
また、ジョウト編のポケモンの中で唯一、正式にバトルしてゲットされたポケモンでもある。
現在の使用技は「ゴッドバード」、「エアスラッシュ」、「じんつうりき」。以前は「たいあたり」、「みやぶる」、「さいみんじゅつ」、「ねんりき」、「かぜおこし」、「つつく」も使用。

### スピアー
スピアー
- 声 - 三木眞一郎（本編）→坂口候一（サイドストーリー）
- 登場時期：JT・SS

163話に登場。虫取り大会でゲットし、優勝した記念として手持ちに加わるが、ロケット団の襲撃の際にサトシを助けたナナコへの感謝の印として、彼女に譲り渡した。交換を除くと、他のトレーナーに譲ったポケモンとしては唯一である。SSではナナコと一緒に再登場。

### アズマオウ
アズマオウ
- 性別：♂
- 登場時期：JT

170話に登場。アズマオウ釣り大会でサトシが釣った通常の個体より大きめで一時的に手持ちに入れていた。その後、返されたかオーキド研究所に預けたかは不明。

### ドンファン
ゴマゾウ→ドンファン
- 声 - 林原めぐみ（ゴマゾウ）→三宅健太（ドンファン）
- 性別：♂
- 戦績：2勝3敗
- 登場時期：JT・BF・DP・BW2・PM2・PMMP・SS・MV

232話から登場。230話で貰ったタマゴが孵化して生まれた。サトシ初のじめんタイプ、およびタマゴ孵化ポケモン。
何事にも好奇心旺盛な無邪気な性格で、ピカチュウとは特に仲がいい。体は小さいが、力は非常に強くロケット団戦やジョウトリーグで活躍を見せている。サトシがホウエン地方へ旅立つ時にオーキド研究所に預けられる。
AG133話でバトルフロンティアの旅立ちの際、また「サトシと旅をしたい」という願念で自分からサトシの元にやってきて再度手持ちに加わる（一度離脱したポケモンが再度手持ちに加わるのはゴマゾウが初である）。AG154話にて、エレキッドを巡るロケット団との戦いの最中にドンファンに進化。進化後は「とっしん」や「ころがる」などのパワーが格段に上がった他「はかいこうせん」といった強力な技も覚え、進化後の初バトルであるバトルチューブでアザミのハブネークを倒す活躍をした。進化して体は大きくなったが、無邪気な性格は変わっていない。
DP182話でサトシがシンオウリーグエントリー後に研究所のポケモンを順に送ってもらった際に呼び戻されている。本戦では3回戦のコウヘイ戦に登場。コウヘイのトリッキーな戦法に翻弄され、ヨノワールを相手に惜しくも破れるが、このバトルにてサトシに「トリックルーム」の突破法を思いつかせ、続くフカマルの勝利に繋げた。
PM2ではサトシとの再会に喜んだ。
「めざせポケモンマスター」第1話ではオンバーンの「ばくおんぱ」をソーナンスの「ミラーコート」で跳ね返されるも、それを「ころがる」で受け流す活躍を見せた。

現在の使用技は「ころがる」、「こおりのつぶて」、「とっしん」、「はかいこうせん」。進化前は「じしん」、「たいあたり」、「めざめるパワー」も使用。

### ヨーギラス
ヨーギラス
- 声 - 伊東みやこ
- 登場時期：JT

259話から登場。258話でサトシが預かったタマゴが、孵化して生まれた。厳密にはサトシの手持ちポケモンでは扱われない。
タマゴの時、密猟団によって母親のバンギラスから無理矢理引き離され、さらに酷い目に遭い続けた為、心が閉ざされ生きる気力のない状態で生まれた。しかし、ロケット団に襲われそうになった自分をかばったワタッコたちの傷つく姿を目の当たりにすると「いやなおと」でロケット団を怯ませ、サトシが自分を必死に看病してくれたことを思い出すと、サトシやワタッコたちを守るために「めざめるパワー」でロケット団を撃退し、サトシの言葉で生きる気力を取り戻していく。その後、ゲットはしていないがサトシが預かることになり、そのまま故郷のシロガネ山までサトシ達の旅に同行する。
サトシの必死の看病がきっかけで彼にはなつくが、人間を完全には信用していないためにサトシ以外の人間が寄ると固まってしまう。カスミやタケシもヨーギラスの目から見るとモノクロであったため、近寄られると大声で泣き出す。その後、265話のアンノーンの体験をきっかけに心を開き、カスミやタケシにも懐くようになった。ちなみにこの時ヨーギラスの心の世界にて人間の言葉を発していた事がある。
サトシたちとの旅を続ける内に徐々に生きる気力を取り戻していく。266話にて故郷のシロガネ山で母親であるバンギラスと再会し、サトシたちと別れる。その後は、母親と幸せに暮らしているという報告がウツギ博士に届いている。
BF編のOPでは親子揃って登場している。
別冊コロコロコミックの漫画版では卵は預かったのではなく拾ったものであり、正式にサトシのポケモンとなっている。
SM編ではサトシの回想シーンに登場。PM2ではピカチュウを応援した。
使用技は「めざめるパワー」、「いやなおと」、「あなをほる」、「かみつく」。